# Octopussy (James Bond)
Octopussy é uma personagem do livro e do filme 007 contra Octopussy (1983), da série cinematográfica do espião britânico James Bond. Foi interpretada nas telas pela atriz sueca Maud Adams, a única até hoje a participar de dois filmes oficiais da série vivendo duas bond girls diferentes, Octopussy e Andrea Anders, em 007 contra o Homem com a Pistola de Ouro, nove anos antes.

## Características
Apelidada de Octopussy em virtude do trabalho de seu falecido pai, um pesquisador de polvos, ela é a líder de um grupo feminino de contrabandistas de pedras preciosas e dona de um circo, que usa como fachada. Vive numa mansão cercada de mulheres, onde mantém num aquário seu pequeno e raro espécime de polvo com pequenas faixas azuis, que produz um veneno letal.
No passado, Bond esteve em perseguição ao pai de Octopussy, Major Dexter Smythe, biólogo, pesquisador e agente secreto britânico, que caiu em desgraça após um caso de fraude e assassinato, depois do qual ele desapareceu. Ao encontrá-lo no Sri Lanka, Bond lhe ofereceu a alternativa de tirar a própria vida ao invés de voltar a Londres preso, humilhado e com a reputação dele e da família destruída, pelo qual Octopussy é grata a Bond anos depois.
Sua associação criminosa com o playboy, ladrão e ex-príncipe afegão Kamal Khan, o vilão do filme, para roubar um ovo Fabergé, acaba se transformando numa aliança entre ela e James Bond.

## No filme
Sua primeira aparição é feita sem que seu rosto seja revelado, quando, em seus domínios,  ordena a Khan que traga Bond até a ela ao invés de matá-lo, depois dele ser capturado inconsciente pelo capanga sikh do príncipe, Gobinda. Quando finalmente se encontram, depois de 007 entrar sorrateiramente em seu quarto dentro do palácio onde vive, ela desarma Bond, de arma na mão e querendo informações, ao dizer que esperava sua visita há muito tempo e o agradece pela escolha honrada que deu a seu pai anos antes. Depois de uma conversa que se transforma em mútua sedução, os dois fazem amor.
Entretanto, inconformado, Kamal Khan reúne um grupo de assassinos para matar Bond dentro da mansão de Octopussy, que os enfrenta com suas mulheres. Na luta que se segue, Bond e um dos capangas acabam caindo de uma janela dentro de um fosso de crocodilos, parecendo que morreram, o que deixa a bond girl devastada. Bond, na verdade, escapa e mata o capanga, e o crocodilo era apenas um minisubmarino criado por Q, o mesmo que o havia levado até o local sorrateiramente.
No climax do filme, depois de seguir a contrabandista e seu circo até a Alemanha Oriental, ele faz a descoberta que um militar russo maníaco, associado de Khan, o General Orlov, escondeu uma bomba nuclear num dos carros da caravana circense, sem o conhecimento de Octopussy, e ela descobre que foi traída pelo vilão e seus capangas. Com sua ajuda e de Magda, chefe da equipe de mulheres de Octopussy, Bond consegue desarmar a bomba, poucos segundos antes da explosão programada.
De volta à Índia, Octopussy e sua trupe procuram vingança contra Kamal Khan invadindo seu palácio, mas ela é dominada e presa inconsciente. Acordando no jato particular de Khan, sendo levada para a morte, ela se vê em meio a uma luta mortal entre Bond e Gobinda na cabine, com o espião conseguindo jogar o capanga assassino do avião. Pouco depois, com a aeronave caindo pela explosão dos motores provocada por 007, os dois conseguem se jogar no cume de um penhasco, enquanto Khan, preso na cabine do piloto, morre na explosão e queda do avião. Depois de ser salva de despencar do penhasco pelo espião, Octopussy volta com ele para a Índia e a cena final os mostra se beijando no barco da pirata. 